# 五一街道 (开封市)
五一街道，是中华人民共和国河南省開封市鼓楼区下辖的一个乡镇级行政单位。

## 行政区划
五一街道下辖以下地区：
魏都社区、郑汴社区、滨河社区、大王屯社区、西苑社区、五一社区和长风社区。